# Губрий, Алексей Антонович
Алексей Антонович Губрий (12 февраля 1907 — 10 апреля 1971) — советский лётчик военно-морской авиации и военачальник, участник советско-финской и Великой Отечественной войн, Герой Советского Союза (21.04.1940). Полковник (9.07.1949).

## Биография
Алексей Губрий родился 12 февраля 1907 года в Одессе в рабочей семье. Окончил среднюю школу, работал мотористом. 
В октябре 1929 года был призван на службу в Рабоче-крестьянский Красный Флот. Сначала обучался в учебном отряде Морских сил Черного и Азовского морей, в декабре 1929 переведён в 9-ю школу младших авиаспециалистов. После её окончания с июля 1930 года служил авиамотористом в 29-й отдельной эскадрилье ВВС МСЧАМ (Евпатория). В декабре 1930 года вновь отправлен на учёбу, а в 1932 году он окончил Военно-теоретическую школу лётчиков РККА в Ленинграде. Затем в 1933 году окончил Военная школа морских лётчиков и лётчиков-наблюдателей ВВС РККА имени Сталина в Ейске. Оставлен в ней инструктором-лётчиком. С апреля 1939 года Губрий командовал звеном 11-й морской дальней разведывательной авиационной эскадрильи ВВС Балтийского флота, летал на гидросамолётах. 

## Советско-финская война
Участвовал в советско-финской войне, в ходе которой повышен в должности в феврале 1940 года до помощника командира 18-й отдельной авиационной эскадрильи ВВС Балтийского флота за боевые отличия. Капитан А. А. Губрий летал на гидросамолёте «МБР-2». Совершил 22 ночных боевых вылета и около 50 — дневных. 25 декабря 1939 года Губрий попал в туман, но, несмотря на то, что самолёт обледенел, сумел вывести его. 2 февраля 1940 года вылетел в район падения советского бомбардировщика лейтенанта Г. С. Пинчука и, несмотря на обстрел финской артиллерии, оказал помощь экипажу и на своём самолёте вывез его на аэродром в Ораниенбауме.
Указом Президиума Верховного Совета СССР от 21 апреля 1940 года за «образцовое выполнение боевых заданий командования на фронте борьбы с финской белогвардейщиной и проявленные при этом отвагу и геройство» капитан Алексей Антонович Губрий был удостоен звания Героя Советского Союза с вручением ордена Ленина и медали «Золотая Звезда» за номером 365.
С ноября 1940 года учился на Высших курсах усовершенствования начсостава ВВС и ПВО ВМФ (Новый Петергоф). В 1940 году вступил в ВКП(б).

## Великая Отечественная война
После начала Великой Отечественной войны А. А. Губрий в июле 1941 года досрочно окончил курсы. В августе 1941 года был направлен на Черноморский флот и назначен командиром 46-й отдельной авиационной эскадрильи. Участвовал в обороне Одессы, Очакова, Николаева, Севастополя. С января 1942 года — заместитель командира 18-го штурмового авиационного полка ВВС, в совершенстве освоил штурмовик Ил-2. Полк базировался в осаждённом Севастополе и геройски сражался в труднейших условиях на протяжении всей его героической обороны. В последние дни обороны города, когда линия фронта приблизилась вплотную к аэродрому, полк по приказу командования перелетел на Кавказ. Участвовал в Донбасской оборонительной операции и в битве за Кавказ. В августе 1942 года майор Губрий назначен командиром полка. За массовый героизм личного состава и отличное выполнение заданий командования в марте 1943 года полку было присвоено гвардейское звание и он стал именоваться 8-м гвардейским штурмовым авиационным полком ВВС ВМФ. С апреля 1943 — командир 11-й штурмовой авиационной бригады ВВС ЧФ, с июля 1943 — командир 11-й штурмовой авиационной дивизии Военно-Воздушных Сил Черноморского флота. Участвовал в наступательном этапе битвы за Кавказ и в Новороссийско-Таманской наступательной операции. За отличия в последней дивизии присвоено почётное наименование «Новороссийская».
В годы Великой Отечественной войны выполнил несколько десятков боевых штурмовых вылетов, в 1941 году сбил 2 немецких самолёта. Был ранен в боях.
В ноябре 1943 года отозван с фронта, в декабре назначен начальником курса младших офицеров на Высших офицерских курсах ВВС ВМФ в Моздоке.

## Послевоенная служба
После окончания войны Губрий продолжал службу в авиации Военно-морского флота, продолжая преподавать на курсах, в ноябре 1947 года назначен командиром курса подготовки командиров эскадрилий и старшим преподавателем тактики ВВС. С марта 1949 года служил на Высших офицерских лётно-тактических курсах авиации ВМС: командир курса подготовки начальников штабов авиаполков и адъютантов эскадрилий — старший преподаватель тактики, с декабря 1951 — заместитель начальника курса. В декабре 1954 года полковник А. А. Губрий уволен в запас. 
Проживал в посёлке Ватутинки Ленинского района Московской области. Умер 10 апреля 1971 года, похоронен на Пенягинском кладбище Красногорска.

## Награды
- Герой Советского Союза (21.04.1940)
- два ордена Ленина (21.04.1940; 05.11.1954)
- три ордена Красного Знамени (8.12.1941; 6.03.1943; 15.11.1950)
- орден Суворова 2-й степени (18.09.1943)
- два ордена Красной Звезды (7.02.1940, 3.11.1944)
- медали СССР[3].

## Память
Бюсты А. А. Губрия установлены на площади Героев в Чкаловске и на аллее Героев в Симферополе.